# كتلة المشتري

مقارنة بين حجم كوكب المشتري وقزمين بنيين وقزم أحمر وشمسنا.

كتلة المشتري هي وحدة قياس فلكي تُستخدم عادة لحساب كتلة الكواكب الغازية خارج النظام الشمسي وهي تعادل كتلة كوكب المشتري بالطبع. كما تستخدم هذه الوحدة أحيانا لحساب كتلة نجوم الأقزام البنية والكواكب الخارجية في النظام الشمسي (الكواكب التي تقع خلف حزام الكويكبات الذي يقع بين كوكبي المريخ والمشتري). كتلة المشتري هي مقياس مثالي وسهل لحساب الكتلة لهذه الأجرام الصغيرة وهي تعادل:
{\displaystyle M_{\mathrm {J} }=(1.89813\pm 0.00019)\times 10^{27}{\text{ kg}},}
{\displaystyle M_{\mathrm {J} }={\frac {1}{1047.348644\pm 0.000017}}M_{\odot }\approx (9.547919\pm 0.000002)\times 10^{-4}M_{\odot }.}
كتلة الكواكب الغازية في النظام الشمسي حسب وحدة «كتلة المشتري»:
- المشتري: 1.000
- زحل: 0.299
- أورانوس: 0.046
- نبتون: 0.054

النسبة التي تساويها كتلة المشتري من كتل بعض الأجرام السماوية:
- الأرض: 317.83
- القمر: 25839
- الشمس: 0.0009546